# Elizabeth Armstrong Wood
Elizabeth Armstrong Wood (Nueva York, 19 de octubre de 1912-23 de marzo de 2006) fue una geóloga y cristalógrafa estadounidense responsable del programa de investigación en los Laboratorios Bell dirigido al desarrollo de láseres y superconductors nuevos. Fue reconocida por la claridad de sus escritos y sus esfuerzos para educar al público sobre temas científicos.

## Educación
Elizabeth Wood nació el 19 de octubre de 1912, en Nueva York, Estados Unidos. Asistió al Barnard College y se doctoró en Geología por la Universidad Bryn Mawr, donde empezó a interesarse por la cristalografía. Enseñó Geología en Bryn Mawr durante los cursos académicos 1934-1935 y 1937-1938. También dio clases de Geología y Mineralogía en Barnard , entre 1935-1937 y 1938-1941. Finalmente obtuvo una posición como investigadora en la Universidad de Columbia.

## Carrera
En 1942, Wood aceptó un puesto en el Departamento de Investigación de Física de los Laboratorios Bell, donde fue la primera mujer empleada como científica. Durante más de dos décadas, dirigió un programa de investigación cristalográfica centrado principalmente en las propiedades electromagnéticas de los cristales. Trabajó en la producción de cristales con propiedades conductoras y magnéticas y en la investigación de nuevos materiales cristalinos ferromagnéticos o piezoeléctricos. Estudió las transiciones de fase en el silicio, los cambios de coloración por irradiación en el cuarzo, y los cambios de estado de ciertos materiales durante la aplicación de campos eléctricos. En el curso de sus investigaciones, desarrolló la primera notación sistemática para la cristalografía de superficie. Su trabajo contribuyó al desarrollo de nuevos láseres y superconductores.
Wood obtuvo reconocimientos por la claridad de sus escritos, particularmente en los libros que escribió para los legos en la materia como Science for the airplane passenger ('Ciencia para el pasajero de avión', 1969). Su obra Crystals and light, publicado en 1964, para lectores sin conocimientos previos de óptica, fue durante tiempo el principal libro de texto en su campo. Los Laboratorio Bell publicaron una versión de este libro, Experiments with crystals and light ('Experimentos con cristales y luz',1964), para estudiantes de instituto como folleto y caja de experimentos. Crystal orientación manual (1963) era un manual para técnicos sobre la preparación apropiada de cristales para experimentos. Como sugiere el título de su libro de 1962 Rewarding careers for women in Physics ('Carreras satisfactorias para las mujeres en Física'), abanderó esfuerzos para atraer a más mujeres a las ciencias, discutiendo en reuniones y conferencias asuntos como la desaprobación cultural experimentada por las mujeres profesionales. Wood lideró iniciativas en un número de organizaciones profesionales; entre ellas destaca la fundación de la Asociación Americana de Cristalografía (ACA) a partir de una fusión entre la Sociedad Americana para la Difracción de Rayos X y Electrones (ASXRED) y la Sociedad Cristalográfica de América (CSA). En 1957, fue la primera mujer presidente de la ACA.

## Reconocimientos y honores
Entre los años 50 y 70, los Laboratorios Bell invirtieron unos quinientos millones de dólares para crear un videófono. En 1964, la compañía presentó su «sistema Picturephone», con servicio limitado en unas pocas ciudades. El sistema se inauguró inaugurado con una llamada de la primera dama Lady Bird Johnson a Elizabeth Wood
Wood recibió doctorados honoris causa por Wheaton College (1963), Western College, Ohio (1965), y Worcester Polytechnic (1970).
En 1997, la ACA estableció el Premio E. A. Wood de Escritura de Científica como reconocimiento a los autores que realizan un trabajo excepcional para escribir sobre ciencia para el público general. El premio de concede cada tres años, y el primero en recibirlo fue el premio Nobel Roald Hoffmann. Entre los ganadores se cuentan también Oliver Sacks e Ira Flatow.